# Nikola I al Muntenegrului
Nikola I Mirkov Petrović-Njegoš (în sârbă Никола I Петровић-Његош; 7 octombrie [S.V. 25 septembrie] 1841 – 1 martie 1921) a fost conducătorul statului Muntenegru din 1860 până în 1918, domnind ca prinț suveran (1860-1910) și ca rege (1910-1918).
El a fost, de asemenea, un poet care a compus „namo”, un cântec popular din Muntenegru.

## Primii ani
Nikola s-a născut în satul Njeguši, vechea reședință a familiei domnitoare Petrović. Tatăl său, Mirko Petrović-Njegoš, un renumit luptător muntenegrean, era fratele mai mare al lui Danilo I al Muntenegrului, care a murit fără urmași de sex bărbătesc. După 1696, când demnitatea de Vladika, sau prinț-episcop, a devenit ereditară în familia Petrović, puterea suverană a trecut de la unchi la nepot, vlădicii fiind membri ai ordinului clerului negru (adică clerul monahal) cărora le era interzis să se căsătorească. O schimbare a fost introdusă de către Danilo I, care a refuzat demnitatea episcopală, s-a căsătorit și a declarat rangul de principe ca fiind ereditar pe linie masculină. Cum Mirko Petrović-Njegos renunțase la pretenția sa la tron, fiul său a fost desemnat prinț moștenitor și vechiul sistem de succesiune a continuat, astfel, accidental.
Prințul Nikola, care fusese instruit de mic pentru cariera militară, și-a petrecut o parte din frageda lui copilărie la Trieste în casa familiei Kustic, căreia îi aparținea mătușa sa, prințesa Darinka, soția lui Danilo al II-lea. Prințesa era o francofilă înflăcărată și la sugestia ei tânărul prinț moștenitor a fost trimis la Liceul Louis-le-Grand din Paris. Spre deosebire de contemporanul său, regele Milan I al Serbiei, prințul Nikola a fost puțin influențat în gusturile și obiceiurile sale de educația pariziană; tânărul luptător, care-și dovedise de timpuriu patriotismul, capacitatea de conducere și talentul poetic, nu a arătat nici o înclinație pentru plăcerile existente în capitala franceză și a așteptat cu nerăbdare să se întoarcă în țara sa natală.
Nikola a fost membru al „Uniunii Tineretului Sârb” (în sârbă Уједињена омладина српска) pe parcursul existenței acestei organizații (1866–1871). După ce organizația a fost interzisă în Principatul Serbia și Austro-Ungaria, Nikola a înființat în 1871 la Cetinje, împreună cu Marko Popović, Simo Popović, Mašo Vrbica și Vasa Pelagić, „Asociația pentru Eliberarea și Unificarea Serbiei” (în sârbă Дружина за ослобођење и уједињење српско).

## Prinț al Muntenegrului
Nikola se afla încă la Paris, când, ca urmare a asasinării unchiului său, Danilo I, a succedat ca prinț suveran (13 august 1860). În noiembrie 1860 el s-a căsătorit cu Milena, fiica voievodului Petar Vukotić.
În perioada de pace care a urmat, prințul Nikola a realizat o serie de reforme militare, administrative și educaționale. Țara a participat la o serie de războaie cu Imperiul Otoman între 1862 și 1878. În 1867 el s-a întâlnit cu împăratul Napoleon al III-lea la Paris, iar în 1868 a întreprins o călătorie în Rusia, unde a avut parte de o primire călduroasă din partea țarului Alexandru al II-lea. După aceea el a călătorit la curțile imperiale din Berlin și Viena. Eforturile sale de a obține simpatia familiei imperiale ruse au adus rezultate importante pentru Muntenegru; țarul i-a acordat sume de bani considerabile în scopuri educaționale și a dispus trimiterea de arme și muniții la Cetinje. În 1871 prințul Dolgorukov a sosit în Muntenegru cu o misiune specială din partea țarului și a distribuit sume mari de bani. În 1869 prințul Nikola, a cărui autoritate era acum deplin stabilită, a reușit să prevină implicarea războinicilor munteni în revolta krivosienilor împotriva guvernului austriac; în mod similar, în 1897 el a temperat entuziasmul războinic provocat de izbucnirea Războiului Greco-Turc.
| “ | Urmați-mă, muntenegreni - până la Bar, până la Barul nostru sârbesc, până la marea sârbească!... | ” |

În 1876 Nikola a declarat război Turciei; reputația sa militară a fost consolidată de campania militară ce a urmat și apoi de cea din 1877/1878, în care a capturat Nikšić, Bar și Ulcinj. Războiul a dus la o extindere considerabilă a frontierei Muntenegrului și la dobândirea unei porțiuni litorale la Marea Adriatică. El a justificat războiul ca fiind o răzbunare pentru Bătălia de la Kosovo Polje (1389). În 1876 a trimis următorul mesaj muntenegrenilor din Herțegovina:
Sub Murad I Țaratul Sârb a fost distrus, sub Murad al V-lea el trebuie să renască. Aceasta este dorința mea și dorința noastră, precum și dorința lui Dumnezeu cel atotputernic.
Independența Muntenegrului a fost recunoscută la Congresul de la Berlin din 1878 și în următoarele decenii Muntenegru s-a bucurat de o stabilitate și prosperitate considerabilă. Educația, comunicațiile și armata s-au dezvoltat foarte mult (acesta din urmă cu sprijinul Rusiei Imperiale). În 1883 prințul Nikola l-a vizitat pe sultan, cu care a menținut ulterior cele mai cordiale relații; în 1896 el a sărbătorit bicentenarul dinastiei Petrović și în același an a participat la încoronarea țarului Nicolae al II-lea; în mai 1898 a vizitat-o pe regina Victoria la Castelul Windsor.

## Rege al Muntenegrului
În 1900 Nikola și-a luat titlul de Alteță Regală.
Potrivit lui Bolati, curtea princiară a Muntenegrului nu a deplâns prea mult asasinarea regelui Alexandru Obrenović, pe care l-a văzut ca un inamic al Muntenegrului și un obstacol pentru unificarea Serbiei. „Deși nu s-a spus în mod deschis, s-a crezut că dinastia Petrović va fi cea care o va realiza [unirea]. Toate acțiunile regelui Nikola arată că el însuși credea aceasta”.
El a dat Muntenegru prima constituție în 1905 la presiunea populației ce dorea mai multă libertate. De asemenea, el a introdus vest-stil European libertatea presei și codul penal după modelul occidental. În 1906 el a introdus moneda națională a Muntenegrului, perperul. Pe 28 august 1910, cu prilejul celebrării jubileului încoronării sale, el a primit titlul de rege, acordat de parlamentul național Skupština. Cu același prilej a fost numit feldmareșal în Armata Imperială Rusă, o onoare care nu mai fusese acordată anterior niciunui străin, cu excepția ducelui de Wellington. Când au izbucnit Războaiele Balcanice în 1912, regele Nikola a fost unul dintre cei mai entuziaști dintre aliați. El a vrut să-i alunge complet pe otomani din Europa. A sfidat Puterile Centrale și a capturat orașul Scutari în ciuda faptului că ei blocaseră întreaga coastă maritimă a Muntenegrului. Când a izbucnit Primul Război Mondial în 1914, el a fost primul care a acordat ajutor Serbiei pentru a respinge forțele austriece ce luptau în Peninsula Balcanică. El personal a fost un mare susținător al unificării sârbe, dar s-a opus cu amărăciune familiei Karađorđević.
În ianuarie 1916, după înfrângerea Serbiei, Muntenegru a fost ocupat de Austro-Ungaria, iar regele a fugit în Italia și apoi în Franța. Guvernul și-a transferat operațiunile la Bordeaux.
După sfârșitul Primului Război Mondial, o adunare organizată de sârbi la Podgorica a votat detronarea lui Nikola și anexarea Muntenegrului la Serbia. Câteva luni mai târziu, Serbia (ce includea Muntenegru) s-a unit cu fostele teritorii slave sudice ale Austro-Ungariei pentru a forma Regatul Sârbilor, Croaților și Slovenilor, care a fost redenumit Iugoslavia în 1929. Nikola a plecat în exil în Franța în 1918, dar a continuat să-și revendice tronul până la moartea sa ce a avut loc trei ani mai târziu la Antibes. El a fost înmormântat în Italia. În 1989, rămășițele pământești ale regelui Nikola, ale reginei Milena și a doi dintre cei 12 copii ai lor au fost aduse și înmormântate în Muntenegru.

## Copii
Cinci dintre fiicele sale au fost căsătorite cu prinți și regi, oferindu-i lui Nikola porecla de „socrul Europei”, o poreclă pe care a împărțit-o cu regele contemporan al Danemarcei.
- Prințesa Ljubica, cunoscută ca Zorka (Cetinje, Muntenegru, 23 decembrie 1864 – Cetinje, 28 martie 1890) s-a căsătorit cu prințul Petar Karađorđević (care a devenit după moartea ei Regele Petru I, Rege al Regatului Sârbilor, Croaților și Slovenilor, apoi Rege al Iugoslaviei, anexând Muntenegru chiar de la Nikola);
- Prințesa Milica (Cetinje, Muntenegru, 26 iulie 1866 – Alexandria, Egipt, 5 septembrie 1951) s-a căsătorit cu Marele Duce Petru Nicolaevici Romanov al Rusiei, fratele Marelui Duce Nicolae Nicolaevici;
- Prințesa Anastasija (Cetinje, Muntenegru, 4 ianuarie 1868 – Antibes, Franța, 15 noiembrie 1935) (cunoscută și ca Prințesa Stana) s-a căsătorit mai întâi cu George Maximilianovici, al 6-lea Duce de Leuchtenberg și apoi, după divorț, cu generalul Marele duce Nicolai Nicolaevici (cel Tânăr) al Rusiei; ambii soți erau nepoți ai țarului Nicolae I și ea a avut doi copii din prima căsătorie;
- Prințesa Marica (Cetinje, Muntenegru, 29 martie 1869 – St. Petersburg, Rusia, 7 mai 1885);
- Prințul Moștenitor Danilo Aleksandar (Cetinje, Muntenegru, 29 iunie 1871 – Viena, Austria, 24 septembrie 1939) s-a căsătorit cu Ducesa Jutta (cunoscută mai târziu ca Militza) de Mecklenburg-Strelitz, ei nu au avut copii;
- Prințesa Jelena (Cetinje, Muntenegru, 8 ianuarie 1873 – Montpellier, Franța, 28 noiembrie 1952) a devenit Regina Elena a Italiei, ca soție a regelui Victor Emmanuel al III-lea al Italiei;
- Prințesa Ana (Cetinje, Muntenegru, 18 august 1874 – Montreux, Elveția, 22 aprilie 1971), s-a căsătorit cu Prințul Francis Joseph de Battenberg, dar nu a avut copii;
- Prințesa Sofiya (Cetinje, Muntenegru, 2 mai 1876 – Cetinje, 14 iunie 1876);
- Prințul Mirko Dimitri (Cetinje, Muntenegru, 17 aprilie 1879 – Viena, Austria, 2 martie 1918) s-a căsătorit cu Natalija Konstantinović, o verișoară a regelui Alexandru I Obrenović, și a avut un fiu, Prințul Mihail de Muntenegru;
- Prințesa Kseniya (Cetinje, Muntenegru, 22 aprilie 1881 – Paris, Franța, 10 martie 1960);
- Prințesa Vjera (Rijeka Crnojevića, Muntenegru, 22 februarie 1887 – loc necunoscut, 31 octombrie 1927);
- Prințul Petar de Muntenegru (Cetinje, Muntenegru, 10 octombrie 1889 – Meran, Italia, 7 mai 1932); s-a căsătorit în 1924 cu Violet Wegner (care și-a schimbat numele în Ljubica după convertirea la Ortodoxie). Ei nu au avut copii.

Actualul pretendent la tron este prințul Nikola, fiul prințului Mihail și strănepotul regelui Nikola.

## Referiri literare
Regele Nikola și Regatul Muntenegrului sunt amintite pe scurt în romanul Marele Gatsby (1925) al lui F. Scott Fitzgerald, în care personajul principal omonim își amintește faptele sale eroice din timpul Primului Război Mondial și decorarea sa de către rege cu Orderi di Danilo, cea mai înaltă distincție a regatului. Gatsby prezintă medalia unui oaspete care citește scris pe față Montenegro, Nicolas Rex și pe revers Major Jay Gatsby - For Valour Extraordinary.
Scriitorul Zaharia Stancu a introdus în romanul picaresc Jocul cu moartea (1962) o referire la regele Muntenegrului. Diplomatul (un mincinos notoriu) îi spune tânărului Darie (un alter ego al prozatorului) că este un as în ceea ce privește trișatul la cărți, dar că, înainte de Primul Război Mondial, a cunoscut un trișor mai mare decât el în persoana regelui Muntenegrului, pe care l-a lăsat „de dragul artei” să-i golească pe jumătate buzunarele cu prilejul unei partide organizate la Cetinie.

## Imagini

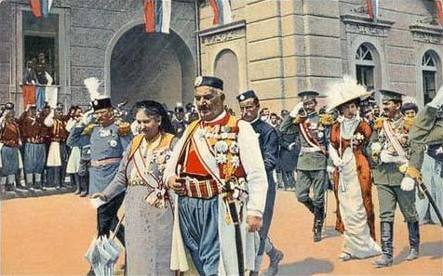
Proclamarea Regatului Muntenegrului, Cetinje, 28 august 1910
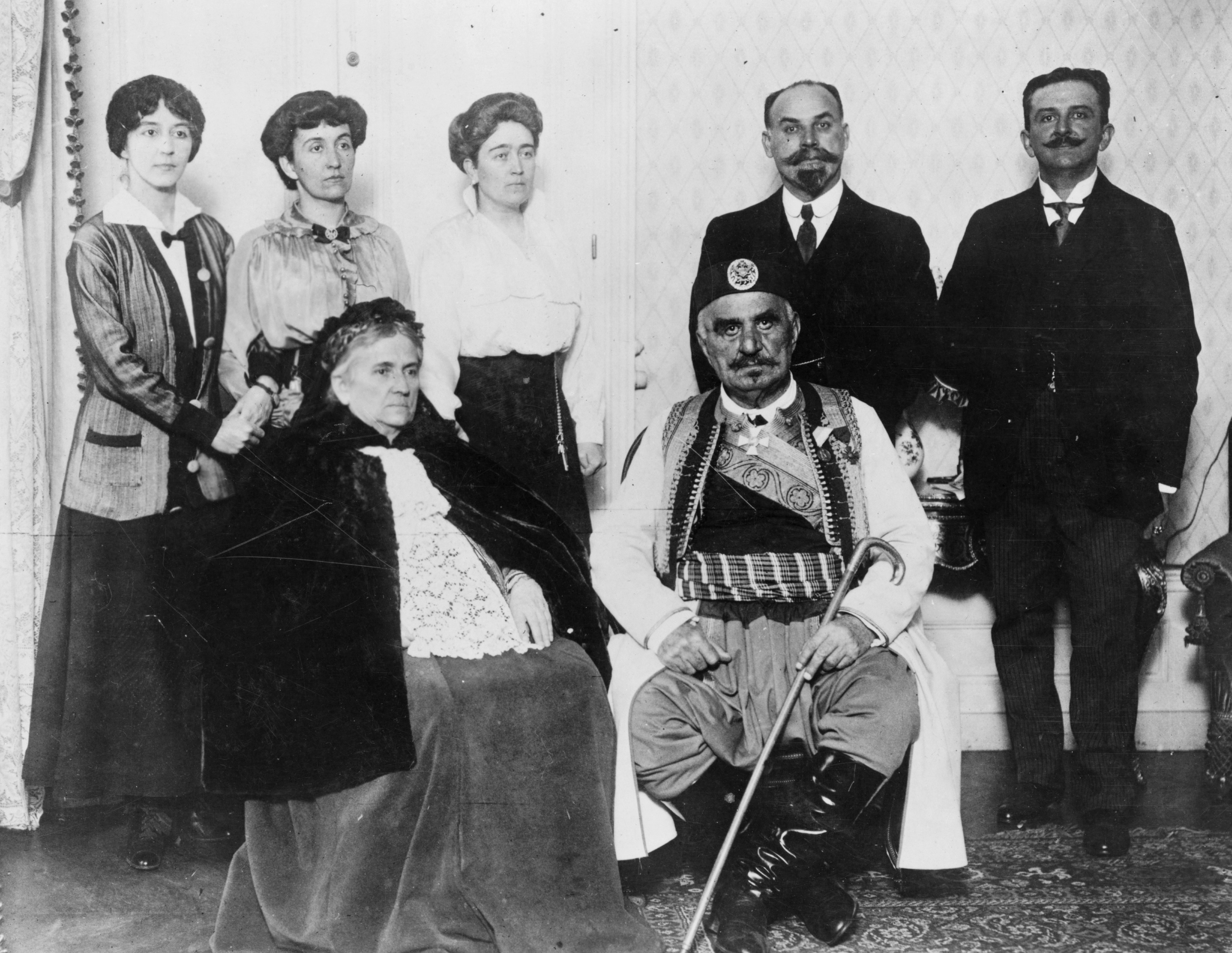
Regele Muntenegrului în perioada exilului în Franța, 1916
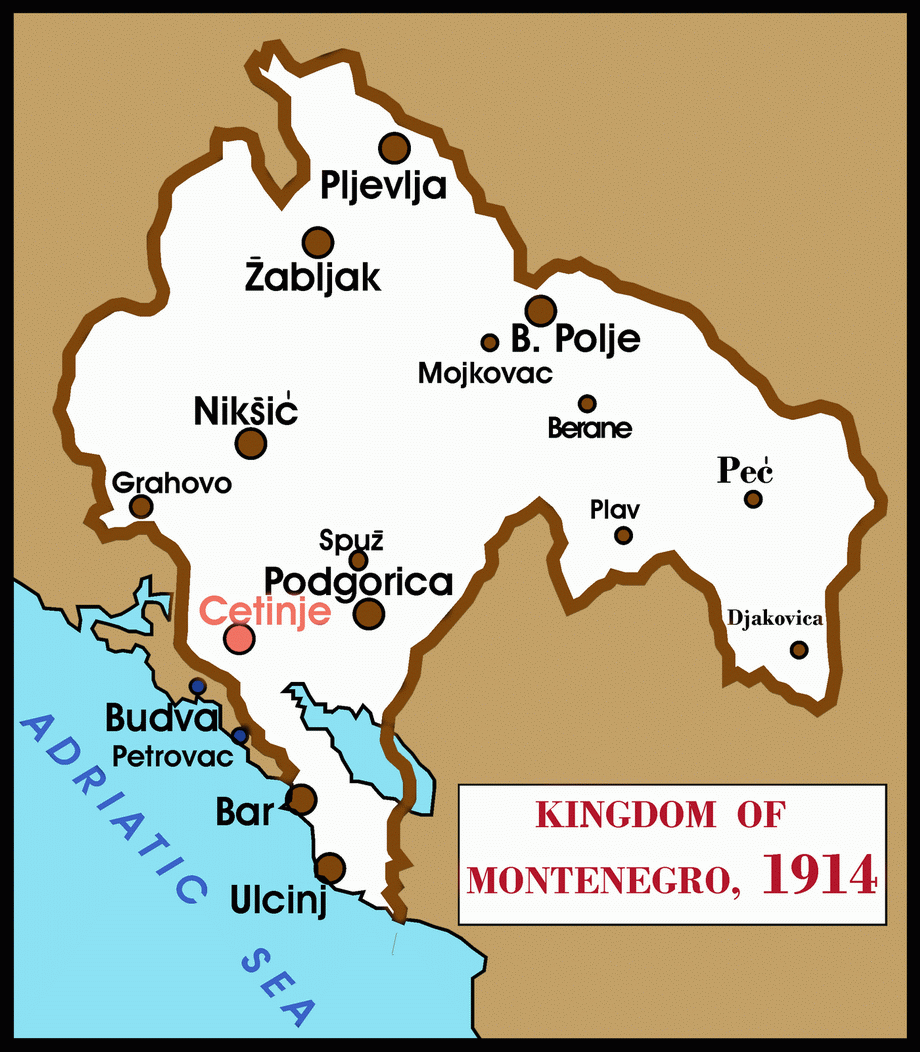
Regatul Muntenegrului, 1914
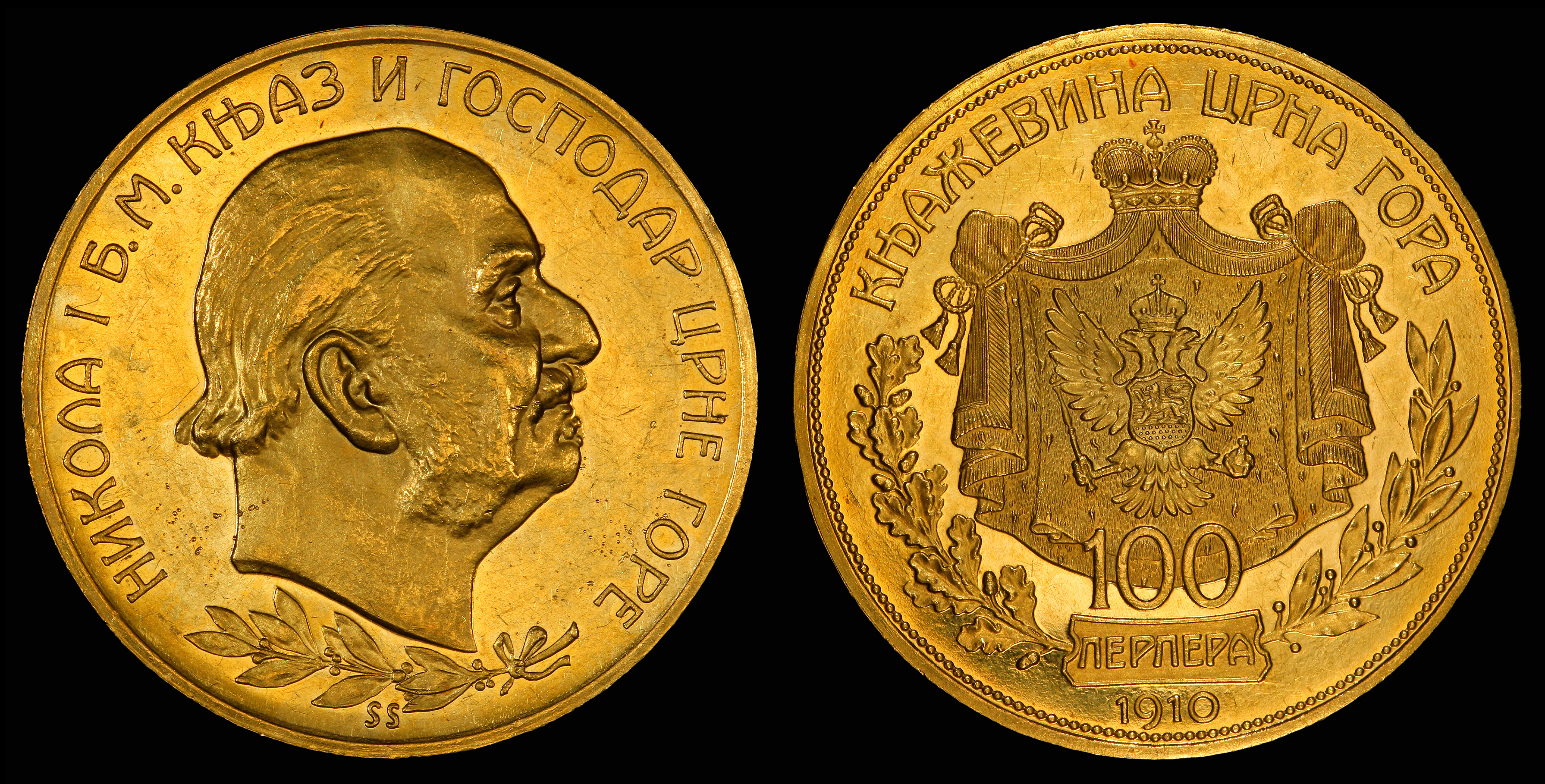
Nikola I reprezentat pe o monedă de aur de 100 de perperi din 1910, an în care el a început să folosească titlul de rege